# Balan (Ardennes)
Balan település Franciaországban, Ardennes megyében. Lakosainak száma 1596 fő (2022. január 1.). Balan Givonne, Noyers-Pont-Maugis, Sedan, Wadelincourt és Bazeilles községekkel határos.

## Népesség
A település népességének változása:
| Lakosok száma | 1461 | 1376 | 1612 | 1648 | 1603 | 1607 | 1618 | 1623 | 1629 | 1596 |
|               | 1968 | 1982 | 1999 | 2006 | 2011 | 2015 | 2017 | 2018 | 2020 | 2022 |